# Journal (bokföring)
En bokföringsjournal är en verifikation som bokför flera likartade affärshändelser istället för att varje affärshändelse bokförs direkt i organisationens huvudbok och grundbok. Journaler används ofta av företag som vill sköta bokföringen i olika delsystem, exempelvis för kassaförsäljning, löner eller leverantörsfakturor.

## Svenska regler
Den svenska bokföringslagen anger i 5 kap. 1 § att alla affärshändelser ska bokföras så att de kan presenteras både i registreringsordning, dvs. i den ordning de inträffar, och i systematisk ordning, dvs. uppdelat på olika konton. Bestämmelsen utesluter enligt den svenska bokföringsnämndens allmänna råd (BFNAR) emellertid inte att ett företag använder sig av delsystem där affärshändelserna bokförs i registreringsordning, så länge delsystemen ingår i en samlad systematisk presentation.
Delsystemen kan ha olika funktioner som t.ex. kassajournal eller fakturajournal och vara både manuella och datorbaserade. På så sätt kan bokföringen omfatta flera journaler eller listor som var och en presenterar affärshändelserna i registreringsordning för t.ex. en redovisningsperiod.
Kännetecknande är att varje separat delsystem omfattar liknande transaktionstyper. Är bokföringen organiserad kring flera delsystem, ska detta framgå av företagets systemdokumentation som också ska innehålla en beskrivning av sambanden mellan delsystemen.